# Двалін (газове родовище)
Двалін (Dvalin) — офшорне газове родовище у Норвезькому морі, розташоване за 15 км на північний захід від родовища Гейдрун та за 290 км від газопереробного заводу в Nyhamna. Первісно було відоме як Zidane, проте в підсумку отримало найменування зі скандинавської міфології на честь відомого гнома-коваля.

## Опис
Двалін відкрили у 2010 році внаслідок спорудження напівзануреним буровим судном Bredford Dolphin розвідувальної свердловини, закладеної в районі з глибиною моря 369 метрів. Тоді у відкладеннях групи формацій Фангс (середня юра) виявили газовмісний інтервал товщиною 150 метрів. А споруджена за два роки наступна розвідувальна свердловина пройшла через ще один інтервал товщиною 140 метрів. Видобувні запаси родовища оцінюються у 18,2 млрд м3.
Облаштування Двалін виконають у підводному варіанті з підключенням розрахованого на чотири свердловини добувного комплексу (template) до платформи Гейдрун, на якій встановлять додатковий процесинговий та компресорний модуль вагою 4500 тонн. Крім того, від платформи прокладуть трубопровід довжиною 7,5 км для врізки у систему транспортування Polarled, звідки продукція потрапляє до згаданого на початку ГПЗ.
У квітні 2018 глибоководне будівельне судно Deep Explorer завантажило у Еґерсунні для подальшого монтажу підводний добувний комплекс вагою 280 тонн.  Для прокладання трубопроводів законтрактоване інше судно компанії Technip — Deep Energy.
Проект реалізують компанії DEA (40 %, оператор), Edison, Maersk та OMV (всі по 20 %).